# Stenoria saharica
Stenoria saharica là một loài bọ cánh cứng trong họ Meloidae. Loài này được Pardo Alcaide miêu tả khoa học năm 1961.